# Mykhailo Mykhailovych Korda
Mykhailo Mykhailovych Korda (tiếng Ukraina: Михайло Михайлович Корда; sinh ngày 13 tháng 2 năm 1965, Veryn, Mykolaiv, tỉnh Lviv, Ukraina) là một nhà khoa học người Ukraina trong lĩnh vực hóa sinh y khoa, Tiến sĩ Khoa học Y khoa (1998), Giáo sư (2002), Viện sĩ thông tấn của Viện Hàn lâm Khoa học Quốc gia Ukraina, Nhà khoa học và công nghệ danh dự của Ukraina (2017), Hiệu trưởng Đại học Y khoa quốc gia I. Horbachevsky Ternopil (từ tháng 1 năm 2015).

## Tiểu sử

### Thời thơ ấu
Mykhaylo Korda sinh ngày 13 tháng 2 năm 1965 tại làng Veryn, Huyện Mykolaiv, tỉnh Lviv.
Năm 1982, Mykhaylo Korda theo học tại Học viện Y khoa Nhà nước Ternopil, chuyên ngành "Y tổng quát". Sau khi tốt nghiệp năm 1988, ông đã nhận được bằng tốt nghiệp danh dự và bằng bác sĩ y khoa.

### Sự nghiệp
Kể từ tháng 12 năm 1988, các hoạt động nghiên cứu, học thuật và công cộng của Mykhaylo Korda đã được kết nối với Đại học Y khoa Quốc gia Ternopil. M. Korda bắt đầu sự nghiệp học thuật của mình tại Khoa Hóa sinh Y khoa, nơi ông trải qua chặng đường từ nghiên cứu sinh đến giáo sư và cuối cùng là trưởng khoa. Ông được bổ nhiệm làm trưởng khoa vào năm 2002. Trong những năm 2003-2004, M. Korda làm cộng tác viên nghiên cứu và trong những năm 2004-2007, làm giáo sư thỉnh giảng tại Khoa Hóa học và Hóa sinh tại Đại học Bang Ohio (Hoa Kỳ). Trong giai đoạn 2007-2014, Mykhaylo Korda trở lại Đại học Y Ternopil với vai trò là trưởng khoa Hóa sinh Y khoa và Chẩn đoán Xét nghiệm Lâm sàng, đồng thời là trưởng khoa Sinh viên Quốc tế.
Vào tháng 1 năm 2015, Mykhaylo Korda được bầu làm Hiệu trưởng Đại học Y khoa Quốc gia I. Horbachevsky Ternopil.

### Đời tư
M. Korda đã kết hôn với Inna Volodymyrivna Korda, Tiến sĩ Y khoa, Phó Giáo sư Khoa Sản phụ khoa số 2 của Đại học Y khoa Quốc gia I. Horbachevsky Ternopil.

## Lĩnh vực nghiên cứu

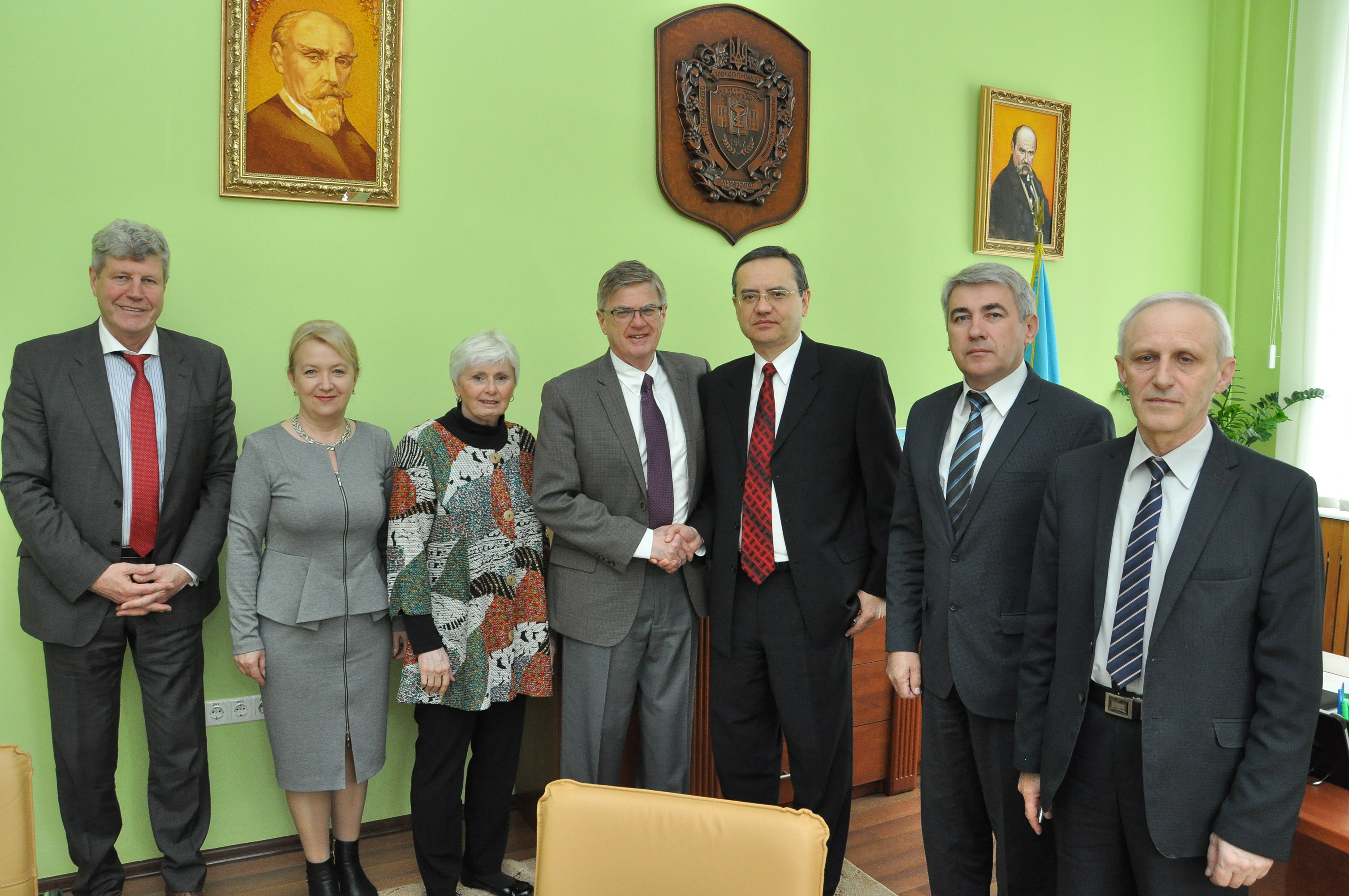
Mykhaylo Korda và Chủ tịch Đại học Grant MacEwan là David Atkinson (ở giữa)

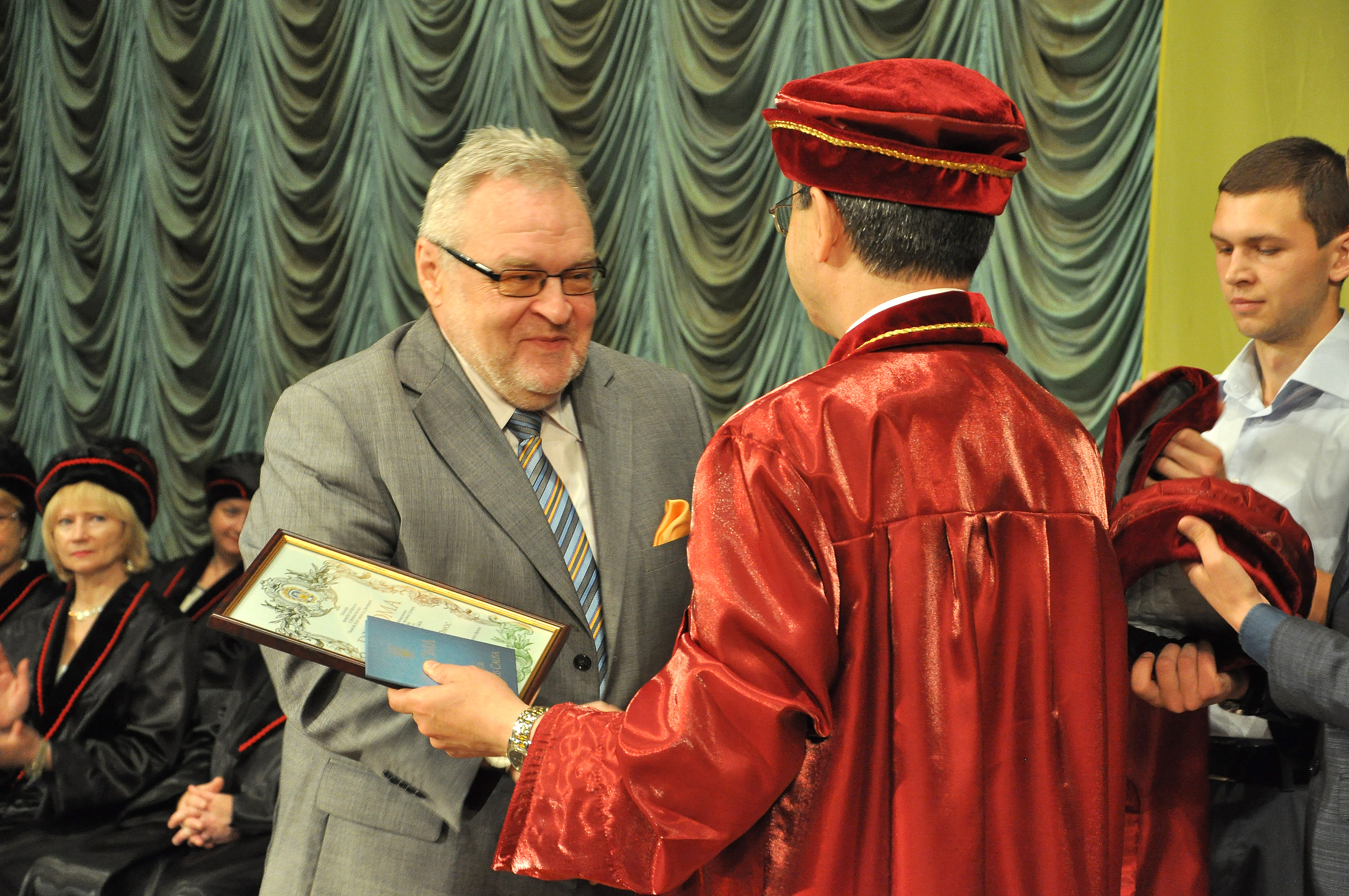
Mykhaylo Korda trao bằng giáo sư danh dự của TNMU cho Alfred Owoc

Năm 1991, M. Korda đã bảo vệ luận án tiến sĩ của mình về chủ đề "Tình trạng chống oxy hóa của cơ thể với tổn thương gan độc tính cấp tính và việc điều chỉnh nó bằng phương pháp thải độc qua ruột và chất chống oxy hóa" trong chuyên ngành 14.00.16 – Sinh lý bệnh lý.
Năm 1998, ông bảo vệ luận án tiến sĩ về chủ đề "Rối loạn các quá trình oxy hóa và hệ thống bảo vệ cơ thể trong tổn thương gan do hóa chất cấp tính và các phương pháp điều chỉnh chúng" tại chuyên ngành 03.14.04 – Sinh lý bệnh lý.
Các lĩnh vực nghiên cứu: sinh hóa các gốc tự do; độc tính gan; vai trò của oxit nitric trong các bệnh lý của hệ thống tim mạch; cơ chế rối loạn chức năng nội mô ở bệnh béo phì, tăng huyết áp và xơ vữa động mạch, COVID-19, độc tính nano, ứng dụng vật liệu nano trong y học và dược phẩm, dịch tễ học, sinh bệnh học và điều trị của bệnh Lyme.
Mykhaylo Korda là tác giả và đồng tác giả của hơn 520 bài báo khoa học, 4 sách giáo khoa, 16 sách hướng dẫn giáo dục và phương pháp, 15 chuyên khảo, 40 bằng sáng chế.
Ông Korda đã nhiều lần tham gia các hội nghị quốc tế với tư cách là diễn giả được mời, đặc biệt là ở Hoa Kỳ, Nhật Bản, Hàn Quốc, Đức, Ba Lan. Ông đã khởi xướng một số hội nghị nghiên cứu và đào tạo toàn Ukraina dành riêng cho các vấn đề hiện tại của y sinh hóa học.
Mykhaylo Korda là chủ tịch của hội đồng học thuật chuyên ngành D 58.601.01 và là thành viên của hội đồng học thuật chuyên ngành K 58.601.04.

## Giải thưởng
- Huân chương Công trạng, hạng III.[15]
- Giấy chứng nhận danh dự và Biểu tượng kỷ niệm của Nội các Bộ trưởng Ukraina (2009).[16]
- Nhân vật Khoa học Công nghệ được vinh danh của Ukraina (ngày 21 tháng 1 năm 2017).[17]
- Giải thưởng của Bộ Quốc phòng Ukraina "Huy hiệu danh dự".[18]
- Giấy chứng nhận ghi nhận của Bộ Nội vụ Ukraina.[19]
- Huy hiệu danh dự của Viện Hàn lâm Khoa học Y khoa Quốc gia Ukraina (2017).[20][21]
- Huân chương Danh dự của Liên đoàn Công đoàn Ukraina (2017).[22]
- Huân chương Thánh Tông đồ Hoàng tử Volodymyr Đại đế, cấp độ III (2017).[23]
- Huân chương Tổng lãnh thiên thần Michael, cấp độ II.[24]
- Giải thưởng của Thánh Tử Đạo và Người chữa bệnh vĩ đại Pantaleon.[25]
- Giáo sư danh dự của Viện Y khoa Nhà nước Samarkand (2017).
- Giáo sư danh dự của Trường Cao đẳng Giáo dục Nhà nước Giáo hoàng John Paul II tại Biała Podlaska (2018).[26]
- Huy hiệu "Huân chương hạng Nhất" của Quỹ Vua Danylo (năm 2018).[27]
- "Huy chương lao động và thành tích trong y học" (2018).[28]
- Giải thưởng Volodymyr Luchakivskyi (2021)[29][30]